# My Girlfriend’s Girlfriend
My Girlfriend’s Girlfriend («Девушка моей девушки») — четвёртый сингл американской готик-метал группы Type O Negative, и первый с альбома 1996 года October Rust. Текст, написанный Стилом, рассказывает о его двух любовницах-подружках, с которыми он занимается любовью втроём, и ему наплевать, что думают об этом другие. По звучанию песня несколько менее тяжёлая и более быстрая, чем типично для группы, и напоминает традиционный готик-рок.

## Клип
В клипе показана играющая песню группа, позади которой танцуют "подружки" Стила. Периодически появляются сцены, в которых Стил едет с ними в Corvette 62 года.
Телеканал MTV посчитал текст непристойным и отказался транслировать песню.

## Список композиций
- 1.My Girlfriend's Girlfriend (3:50)
- 2.Black Sabbath (from the satanic perspective) (7:49)
- 3.Blood & Fire (out of the ashes mix) (4:36)

## Участники записи
- Питер Стил — вокал, бас-гитара
- Джош Сильвер — клавишные, бэк-вокал
- Кенни Хики — гитара, бэк-вокал
- Джонни Келли — ударные, перкуссия